# Juan Fernando Brügge
Juan Fernando Brügge (Córdoba, 24 de junio de 1962). ⁠es un Doctor en Derecho y Ciencias Sociales Universidad Nacional de Córdoba. Especialista en Derecho Municipal. Abogado constitucionalista, catedrático argentino, Diputado Nacional por Córdoba (2016-2019 y 2023-2027).  
Expresidente y vicepresidente del Partido Demócrata Cristiano por segundo período, legislador provincial por Córdoba (2007 a 2011)., vocal titular en representación en el Consejo de la Magistratura de dicha provincia (2008 a 2011). También ocupó otros cargos, como director del banco de Córdoba entre 2013-2015 y 2019-2023, presidente de la Comisión de Comunicaciones e Informática de la Cámara de Diputados de la Nación entre 2016 y 2019 y fue titular de la cátedra de derecho procesal constitucional de la Facultad de Derecho de la Universidad Nacional de Córdoba entre 2012 y 2024).

## Primeros años
Nació en la ciudad de Córdoba, el 24 de junio de 1962, hijo de la cordobesa Elba René Grimaux y del médico sanjuanino Fernando Valentín Brügge Vicuña (pariente de la beata chileno-argentina Laura Vicuña). Su abuelo paterno apellidado "Brügge" fue un alemán que inmigró a la ciudad argentina de San Juan desde la pequeña ciudad de Werl, del norte de Alemania.
Cursó sus estudios secundarios en el Colegio Nacional de Monserrat egresando en noviembre de 1980.

## Trayectoria
En 1985 obtuvo su título de abogado en la Universidad Nacional de Córdoba, está doctorado en Derecho desde el año 1994 en la misma institución y se dedica a la especialidad de constitucionalista.
Desde 1987 es profesor titular de la cátedra de Derecho Procesal Constitucional de la Universidad Nacional de Córdoba.
Es autor de obras bibliográficas sobre Derecho Constitucional, Derecho Municipal, y Derecho Procesal Constitucional.
Desde muy temprana edad militó en el Partido Demócrata Cristiano (PDC).
En 1987 se desempeñó como asesor de la Convención Constituyente Reformadora de la Constitución de la provincia de Córdoba. Entre 1989 y 1991 fue Secretario del Bloque en el Concejo Deliberante de la Ciudad de Córdoba.
Del 2007 al 2011 fue legislador provincial de la Provincia de Córdoba por la alianza de la Democracia Cristiana con el justicialismo en la coalición Unión por Córdoba, liderada por el peronista José Manuel de la Sota. En ese período fue el representante legislativo del Consejo de la Magistratura Provincial por la Legislatura de la Provincia de Córdoba.
Entre 2011 y 2015 Brügge fue presidente del Partido Demócrata Cristiano de la Argentina siendo elegido en diciembre de 2011. Tuvo una postura centrista declarándose fiel a la ortodoxia social cristiana, considerado por algunos analistas como un regreso a la línea humanista cristiana original. Durante su presidencia se realizó el último Congreso Ideológico Nacional Partidario.
En 2015 fue nombrado vicepresidente de su partido.
De 2013 a 2015 Brügge fue director Titular del Banco de la Provincia de Córdoba.
En las elecciones legislativas de Argentina de 2015. Brügge fue elegido diputado nacional por la Provincia de Córdoba. 
Uno de sus proyectos, la declaración de interés nacional de la beatificación de la Madre Catalina de María Rodríguez que realizada en noviembre del 2017 en la ciudad de Córdoba, fue votado por unanimidad.
Otro proyecto de Brügge convertido en ley en 2019 fue el de promoción de la economía del conocimiento que amplió el régimen de promoción del software a la industria del conocimiento, incorporando numerosos rubros, como los servicios informáticos y digitales, la producción audiovisual, la biotecnología, la biología, la bioquímica y la microbiología.
En 2019 fue nuevamente elegido vicepresidente de su partido.

### Posiciones políticas
Es un político provida y uno de los impulsores de la iniciativa parlamentaria de la La Red Federal de Familias que, según su autodefinición, impulsa “respetar y proteger la vida de todos los seres humanos desde su concepción, a partir de la fecundación del óvulo, hasta su fin natural".
Juan Brügge declaró públicamente estar “a favor de la vida desde la concepción porque nuestro partido así lo tiene en su plataforma y porque está en la Constitución Nacional por los tratados internacionales" y afirmó que "es inconstitucional toda iniciativa de ley que tienda a legalizar el aborto”.
Esta postura fue respaldada públicamente por la Junta Nacional del Partido Demócrata Cristiano el 24 de febrero de 2018 al resolver “ratificar su compromiso y militancia con la protección de la vida humana desde su concepción”
El 6 de marzo de 2018 como alternativa al proyecto de la “Campaña por el derecho al aborto” un grupo de diputados de distintas bancadas encabezados por Juan Brugge presentaron un proyecto de "Ley de Protección Integral de los Derechos Humanos de la Mujer Embarazada y de las Niñas y Niños por Nacer" que apunta a resguardar el "derecho a la vida" del "niño por nacer". Este proyecto que impulsa la Red Federal de Familias se presenta por quinta vez consecutiva (la primera fue en 2010).
Luego de que el 26 de octubre de 2018 la Conferencia Episcopal Argentina manifestara su preocupación por la posible introducción de conceptos que ellos denominan ideología de género ante la intención de realizar cambios a la ley de Educación Sexual Integral vigente y la introducción de contenidos opuestos a la doctrina cristiana en este tema, emitió un cominicado denominado "Distingamos: Sexo, Género e Ideología" firmado por tres comisiones episcopales. También participó de una manifestación que tuvo lugar el 28 de octubre de 2018 autodenominada Con mis hijos no te metas contra la Ley de Edudación Sexual

### Hacemos por Córdoba
El 13 de marzo de 2019, en un acto realizado en la ciudad de Córdoba, se oficializó la coalición Hacemos por Córdoba, liderada por el gobernador de la provincia Juan Schiaretti. La nueva fuerza política se convertía así, a comienzos del año electoral, en la nueva estructura que reemplaza a la exitosa Unión por Córdoba que concretara en 1999 José Manuel de la Sota, por entonces candidato a gobernador. Del acto participaron varios dirigentes de peso de toda la provincia, incluido el diputado Brügge, además de referentes de las demás fuerzas integrantes de la alianza.
En enero de 2020 es designado nuevamente como Director del Banco de la Provincia de Córdoba, siendo elegido por sus pares como el director Responsable de la Protección de Usuarios del Sistema Financiero ante el Banco Central de la República Argentina, cargo que ejerció hasta el 7 de diciembre de 2023
En octubre del año 2021 obtuvo  su título de Doctor en Derecho y Ciencias Sociales de la Facultad de Derecho de la Universidad Nacional de Córdoba, siendo el título del trabajo de tesis "La Participación Vecinal-enfoque jurídico e institucional-", donde hace un análisis meticuloso de la actividad de los vecinos en relación con el bien público local en toda Latinoamérica.
En el 22 de octubre de 2023 Brügge resulta electo como Diputado Nacional por la Provincia de Córdoba integrando la alianza electoral "Hacemos por nuestro País", conformada por los partidos Demócrata Cristiano, Socialismo, Autonomista y Justicialismo de Córdoba, con mandato por el periodo 2023-2027.